# 莱萨比姆
莱萨比姆（法語：Les Abymes，法語發音：[lez‿abim]）是法国海外省瓜德罗普的一个市镇，属于皮特尔角城区。

## 地理
莱萨比姆（16°16'14"N, 61°30'17"W）面积81.25 平方千米，位于法国海外省瓜德罗普。
与莱萨比姆接壤的市镇（或旧市镇、城区）包括：勒穆勒、皮特尔角城、拜马欧、勒戈西耶、莫尔纳洛、圣安娜。
莱萨比姆的时区为UTC−04:00（大西洋时区）。

## 行政
莱萨比姆的邮政编码为97139、97142，INSEE市镇编码为97101。

## 政治
莱萨比姆所属的省级选区为莱萨比姆第一县、莱萨比姆第二县、莱萨比姆第三县，同时莱萨比姆也是此三县的中央投票站所在地。

## 人口

1962-2008年间莱萨比姆人口变化图示

莱萨比姆于2022年1月1日时的人口数量为51760人。